# Augustin Bea
Augustin Bea, S.J., (Riedöschingen, 28 mei 1881 – Rome, 16 november 1968) was een Duits geestelijke en kardinaal van de Rooms-Katholieke Kerk en een vooraanstaand prelaat tijdens het Tweede Vaticaans Concilie.
Bea werd geboren in Riedöschingen, dat tegenwoordig deel uitmaakt van de gemeente Blumberg. Zijn vader was een timmerman. Hij studeerde aan de universiteiten van Freiburg, Innsbruck en Berlijn. Ook studeerde hij enige tijd aan het College van de Jezuïeten in het Limburgse Valkenburg. Bea werd op 25 april 1915 tot priester gewijd. Tot 1917 was hij overste van het Jezuïetenhuis in Aken. In dat jaar ging hij doceren aan het College in Valkenburg. Van 1921 tot 1924 was hij provinciaal van de Duitse Jezuïeten. In 1930 werd hij benoemd tot rector van het Pauselijk Bijbel Instituut, een positie die hij negentien jaar zou bekleden. Hij werd de biechtvader van paus Pius XII. Tijdens het consistorie van 14 december 1959 verhief paus Johannes XXIII hem tot kardinaal-diaken en tot titulus van de San Saba. Op 6 juni 1960 werd hij de eerste president van het nieuw ingestelde Secretariaat voor de Eenheid der Christenen. In die hoedanigheid was hij betrokken bij de opstelling van verschillende sleuteldocumenten die voortkwamen uit het concilie, in het bijzonder de decreten over de oecumene en de godsdienstvrijheid, Unitatis redintegratio, Dignitatis humanae en Nostra Ætate. Tijdens het Concilie had hij verschillende aanvaringen met zijn behoudende tegenvoeter binnen de Romeinse Curie, Alfredo Ottaviani. Op 5 april 1962 werd Bea titulair aartsbisschop van Germania in Numidia; in verbondenheid met zijn orde koos hij als wapenspreuk: In nomine Domini Jesu. Bea's rechterhand op het Secretariaat voor de Eenheid, de Nederlander en latere kardinaal Johannes Willebrands, volgde hem op.
Kardinaal Bea publiceerde diverse boeken en meer dan vierhonderd artikelen. Hij overleed op 87-jarige leeftijd.

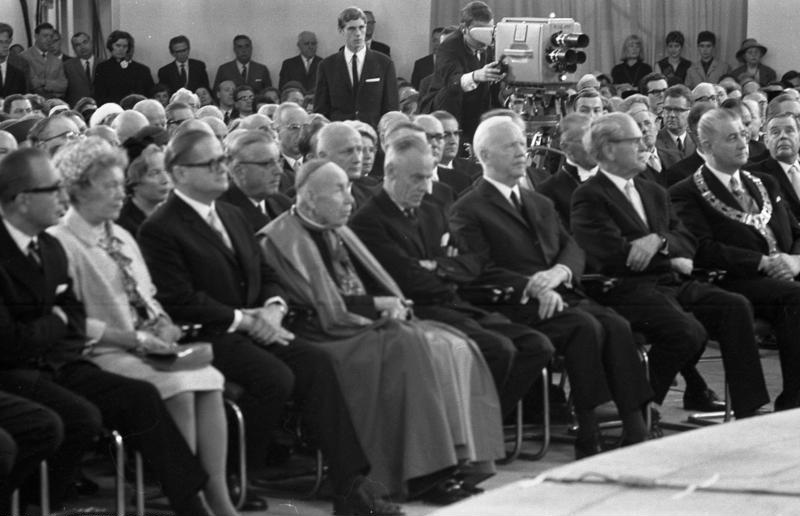
Augustin kardinaal Bea, vierde van links, eerste rij, bij de uitreiking van de Friedenspreis des Deutschen Buchhandels aan hem en Willem Visser 't Hooft, rechts van hem, in 1966

- Bibsys: 90740655
- Biblioteca Nacional de España: XX1200461
- Bibliothèque nationale de France: cb12171891n (data)
- Catàleg d'autoritats de noms i títols de Catalunya: 981058617562606706
- Gemeinsame Normdatei: 118654144
- International Standard Name Identifier: 0000 0001 2138 7468
- Library of Congress Control Number: n79094516
- Nationale Bibliotheek van Tsjechië: kup19970000005579
- Nationale bibliotheek van Australië: 35048757
- Nationale Bibliotheek van Israël: 987007258331005171
- Nationale Bibliotheek van Polen: a0000002946387
- Nationale en Universitaire bibliotheek Zagreb: 000036668
- Nederlandse Thesaurus van Auteursnamen: 07176870X
- Réseau des bibliothèques de Suisse occidentale: 02-A012348452
- Istituto Centrale per il Catalogo Unico: PUVV072928
- LIBRIS: 177018
- Système universitaire de documentation: 030266246
- Trove: 811685
- Virtual International Authority File: 71432007
- WorldCat: E39PBJktvc3qQRtJtBwF9Xth73